# Daddy Day Camp
Daddy Day Camp is een Amerikaanse familiefilm uit 2007 van Fred Savage. De film is het vervolg op de in 2003 uitgebrachte Daddy Day Care, maar Eddie Murphy (acteur) en Jeff Garlin keerden niet terug voor hun rollen.  In 2007 ontving de film de Golden Raspberry Award voor "slechtste vervolg". Tevens werd de film genomineerd voor de prijzen van "slechtste film", "slechtste acteur", "slechtste regisseur" en "slechtste scenario".

## Verhaal
Na succesvol een kinderopvang te hebben gestart willen Charlie en Phil een zomerkamp voor kinderen opstarten. Wanneer ze lijken af te stevenen op een executie komt Charlies vader, kolonel Buck Hinton, een handje toesteken. Al snel blijkt dat de kinderen onder zijn regime wel kunnen samenwerken. Om het kamp alsnog te kunnen redden organiseren ze een sportolympiade tegen een rivaliserend zomerkamp. Op deze manier weten ze toch nog alle problemen af te wenden.

## Rolverdeling
- Cuba Gooding jr. - Charlie Hinton
- Paul Rae - Phil
- Lochlyn Munro - Lance Warner
- Richard Gant - kolonel Buck Hinton
- Spencir Bridges - Ben Hinton
- Josh McLerran - Dale
- Tamala Jones - Kim Hinton
- Brian Doyle-Murray - Morty
- Jaslyn Eatmon - Symone
- Telise Galians - Julie